# Wierzbątowice
Wierzbątowice – przysiółek wsi Jeżów w Polsce, położony w województwie świętokrzyskim, w powiecie ostrowieckim, w gminie Waśniów.
W latach 1975–1998 przysiółek administracyjnie należał do województwa kieleckiego.

## Historia
Wierzbątowice – dziś przysiółek Jeżowa leżący między Jeżowem a Janowicami (sandomierskie), 4 km na południe od Waśniowa, ok. 13 km na zachód od klasztoru świętokrzyskiego.
Historia wsi sięga XIV wieku.
Na przestrzeni wieków nazywane w dokumentach jako: w roku 1387 „Gymanska”, „Gzimansca [?]”, 1391 „Irzmanczouicze”, 1397 „Herzmanczowice”, 1424 „Jrmanczouicze”, „Irzmanczouicze”, 1435, 1440 „Gÿrzmanczowÿcze”, 1440, 1442 „Gÿrzmanczouice”, 1462 „Jrzmanczowicze”, 1470-80 „Irzmanowice”, „Yrzmanczowicze”. 1504, 1510 „Hyrzenovicze”, „Irzmanczovicze”, 1529 „Jrzmanowycze”, 1546 „Jrzmunnÿchouicze”, 1564-5 „Gyerzmanice”, 1565 „Irzmunczowicze”, 1580 „Jrzmanczowicze”, 1673 „Wierzbontowice”, 1780 „Wirzbontowice”, 1782, 1827 „Wierzbuntowice”, 1787 „Wierzbontowice”.
W latach 1387, 1391, 1462, 1479 graniczy z Jeżowem.
W roku 1449 następuje rozgraniczenie wsi klasztoru świętokrzyskiego, Janowic i Wierzbątowic od Nagorzyc, Milejowic w części szlacheckiej i Roztylic, pozostawiono wspólne pastwisko, wyjąwszy żołądź i bukiew w lasach klasztornych,
W roku 1442 Władysław Warneńczyk przenosi na prawo średzkie imiennie wyliczone posiadłości klasztoru świętokrzyskiego, w tym Wierzbątowice (Kodeks Małop. IV 1434),
Początkowo własność szlachecka następnie poprzez sprzedaż i zamiany staje się stopniowo własnością konwentu świętokrzyskiego, którego opat Maciej uzyskał ją w 1442 r. za Jagnin od Stanisława Żyrnickiego. Był w Wierzbątowicach wówczas, jak opisano, dwór oraz duży dobry folwark klasztorny powstały na dawnych łanach kmiecych oraz terenach nowo wykarczowanych, 2 małe stawy (Długosz L.B. t.II 471, t.III 231-2).
W roku 1780 wieś stanowi centrum zarządu klucza wierzbątowickiego dóbr stołu opata klaustralnego, obejmuje folwark Wierzbątowice, wójtostwo Szczegło oraz wsie Janowice, Jeżów, Kraszków i Milejowice. W Wierzbątowicach jest duży folwark z 5 dymami. Wokół dziedzińca stoją: drewniany dwór opacki wymagający remontu, zdezelowany folwark, po którym została tylko piekarnia, obora, stajnia z wozownią, 4 stodoły postawione w kwadrat, w tym 2 nowe, plewnia, stary spichlerz. Trzy sady z jabłoniami, wiśniami i śliwami. Dwie sadzawki, jedna zamulona, druga opustoszała, ale z dobrymi groblami. Było też 6 niw i 9 łąk dworskich, ogród warzywny i pastewnik, lasek na górze Skały, porośnięty młodą dębiną, brzeziną, leszczyną, olszyną i krzakami.
W roku 1787 wieś liczyła 18 mieszkańców.

W roku 1819 folwark Wierzbątowice z drewnianym dworem i wsiami Kraszków, Jeżów i Janowice należy do stołu opata, w tamtym okresie w dzierżawie
W roku 1827 był tu 1 dom i 6 mieszkańców.